# Thysananthus liukiuensis
Thysananthus liukiuensis là một loài Rêu trong họ Lejeuneaceae. Loài này được Horik. mô tả khoa học đầu tiên năm 1934.